# Fargesia robusta
Fargesia robusta är en gräsart som beskrevs av Tong Pei Yi. Fargesia robusta ingår i släktet bergbambusläktet, och familjen gräs. Inga underarter finns listade i Catalogue of Life.